# Kocayeri, Tavşanlı
Kocayeri là một xã thuộc huyện Tavşanlı, tỉnh Kütahya, Thổ Nhĩ Kỳ. Dân số thời điểm năm 2008 là 58 người.